# Crissiumal
Crissiumal is een gemeente in de Braziliaanse deelstaat Rio Grande do Sul. De gemeente telt 15.096 inwoners (schatting 2009).

## Aangrenzende gemeenten
De gemeente grenst aan Doutor Maurício Cardoso, Horizontina, Humaitá, Nova Candelária, Tiradentes do Sul en Três Passos.

### Landsgrens
En met als landsgrens aan de gemeente El Soberbio in het departement Guaraní in de provincie Misiones met het buurland Argentinië.